# Maxvorstadt
Maxvorstadt è un quartiere di Monaco di Baviera situato ad ovest rispetto al centro storico. Viene identificato col numero 3.
Confina a sud con il quartiere di Schwabing ed a ovest con il quartiere di Neuhausen. Porta il nome del re Massimiliano I di Baviera, essendo stato lui a voler espandere la città di Monaco ad ovest.
In questo quartiere si trova il Kunstareal, una zona in cui sono ubicati diversi musei. Inoltre è il quartiere universitario di Monaco: qui si trova la Ludwigs-Maximilinas Universität come anche la Accademia delle belle arti di Monaco, la Technische Universität München, il conservatorio di Musica, la scuola per il cinema Filmhochschule München o la Amerikahaus.
Vi si trova anche la borsa valori di Monaco.

In questo quartiere era ubicato il quartier generale della dittatura nazista. 

## Suddivisione
Il distretto è suddiviso amministrativamente in 9 quartieri (Bezirksteile):
1. Königsplatz
2. Augustenstraße
3. St. Benno
4. Marsfeld
5. Josephsplatz
6. Am alten nördlichen Friedhof
7. Universität
8. Schönfeldvorstadt
9. Maßmannbergl

## Monumenti e luoghi d'interesse
- Königsplatz
- Karolinenplatz
- Chiesa di San Ludovico
- San Benno
- Abbazia di San Bonifacio
- Lenbachhaus
- Wagnerstraße
- Kunstbau
- Alter Botanischer Garten

### Musei
- Gliptoteca di Monaco
- Museo della Rosa Bianca
- Pinacoteca Vecchia
- Pinacoteca Nuova
- Pinacoteca dell'arte moderna
- Museo di paleontologia
- Museo Brandhorst
- Museo Egizio

### Sculture
- Buscando la Luz di Eduardo Chillida
- Gli amanti di Henry Moore
- Doppelsäule 23/70 di Erich Hauser

## Galleria d'immagini

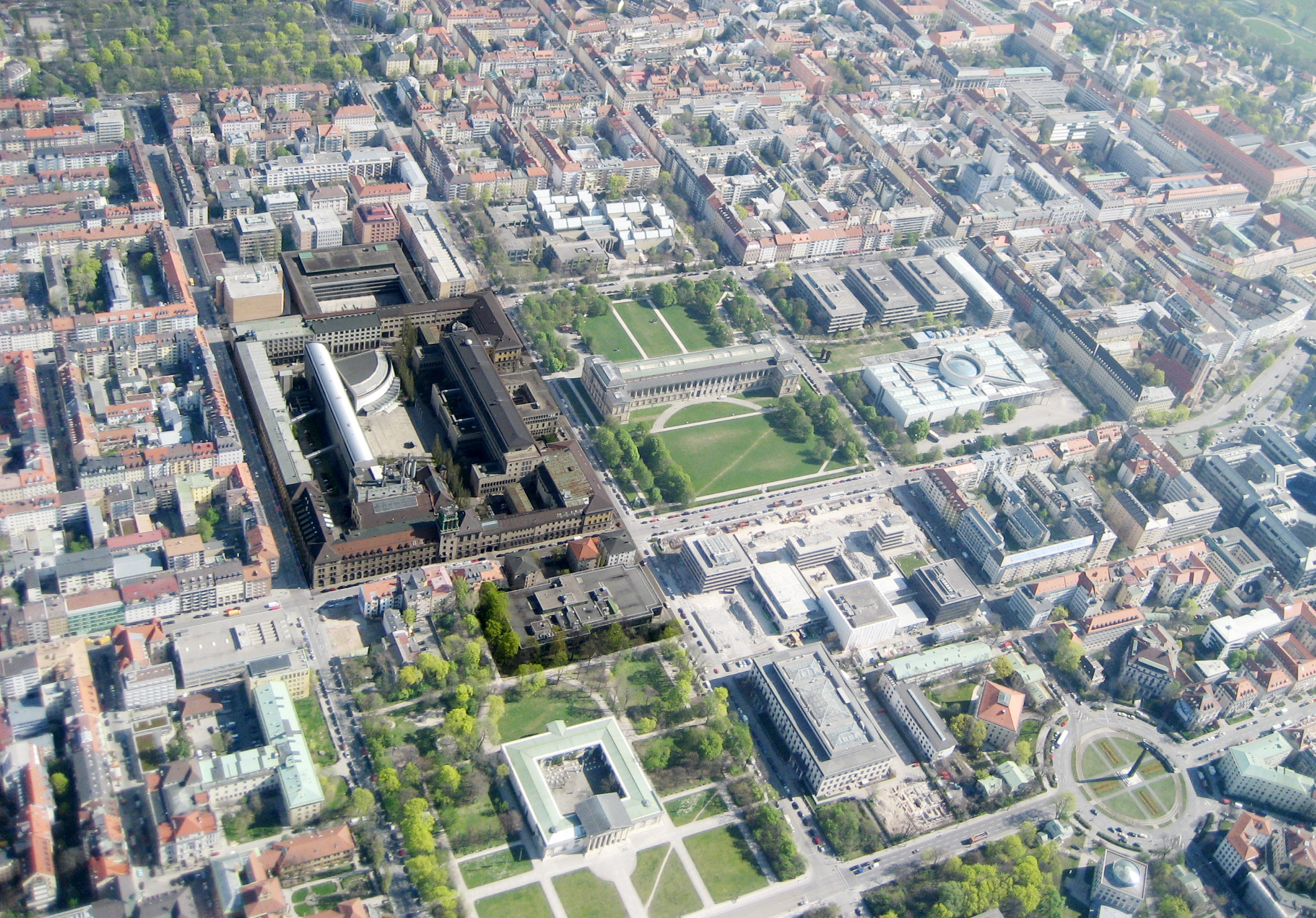
Scorcio del quartiere di Maxvorstadt con il Politecnico in rilievo (marrone) accanto alla Pinacoteca Vecchia
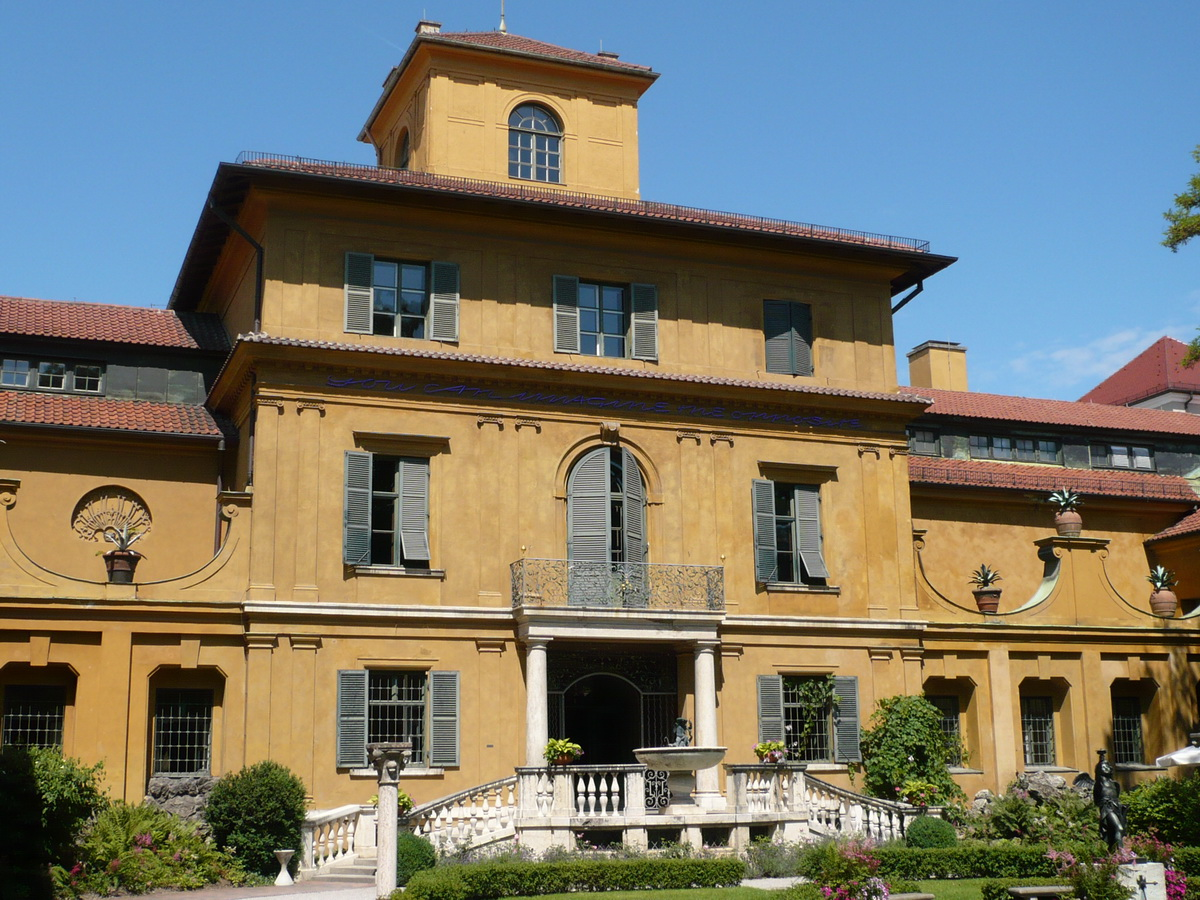
Il museo Lenbachhaus entrata storica
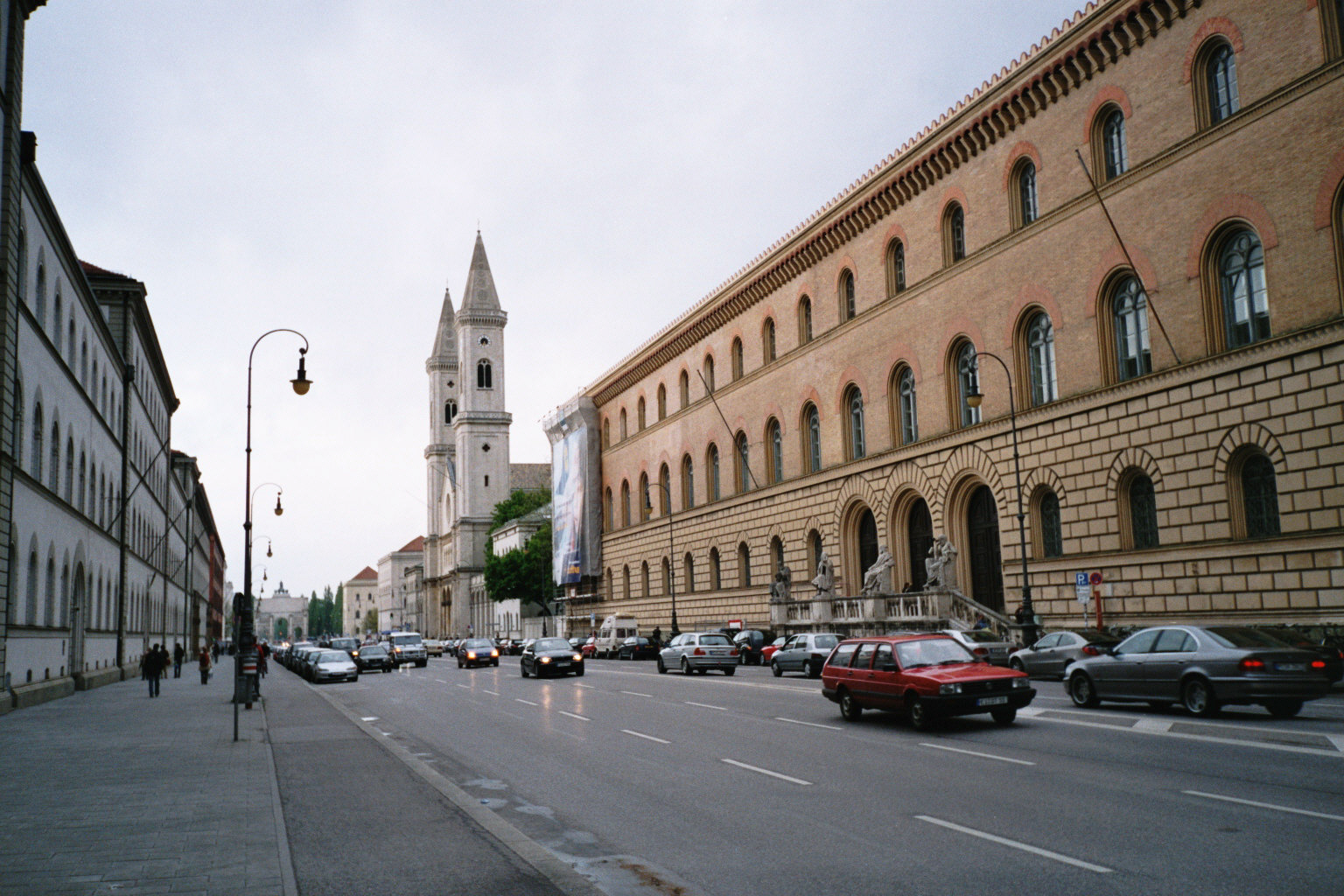
Ludwigstraße con la biblioteca nazionale e la chiesa di San Ludovico
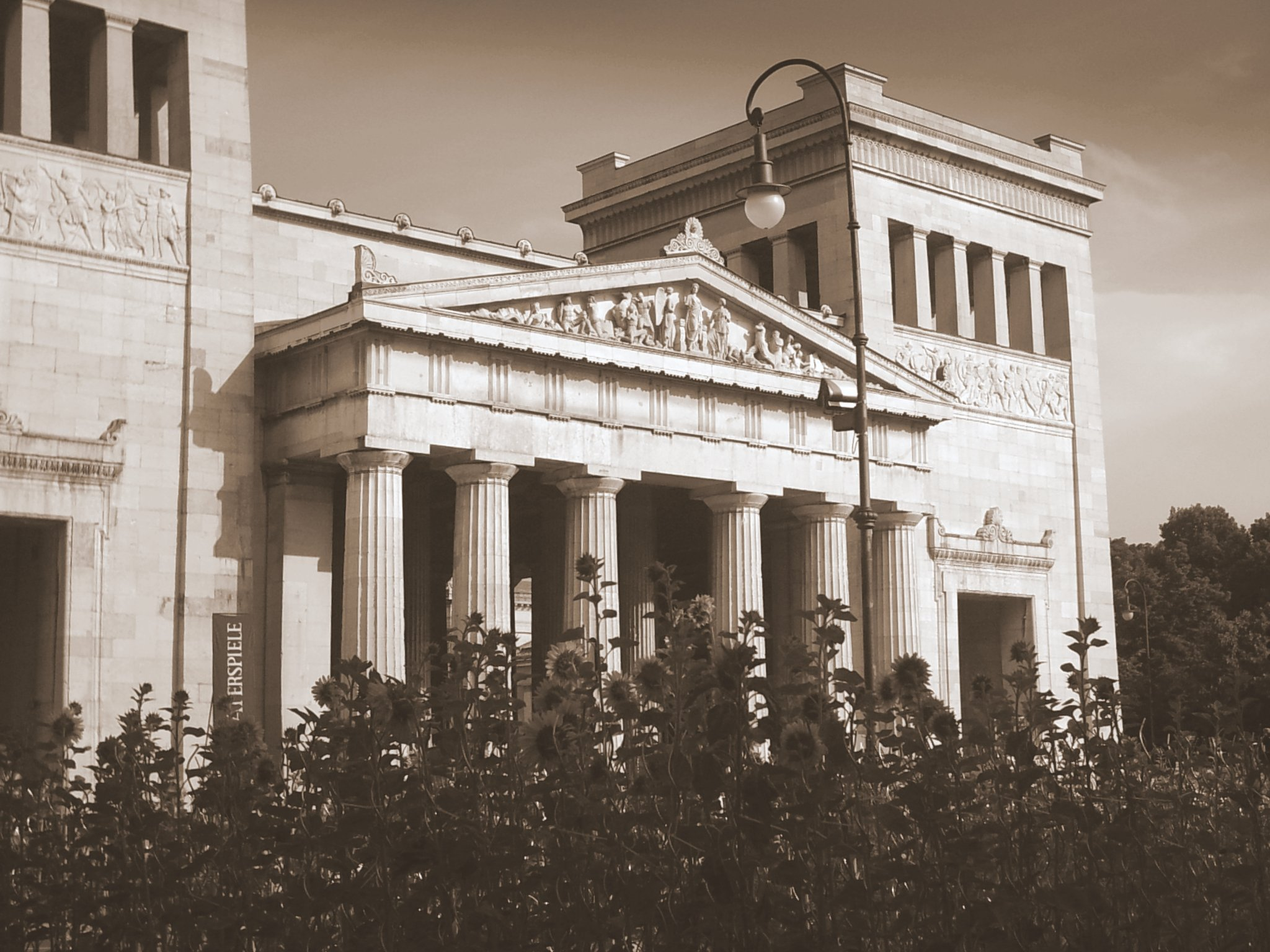
I Propilei sulla piazza Königsplatz
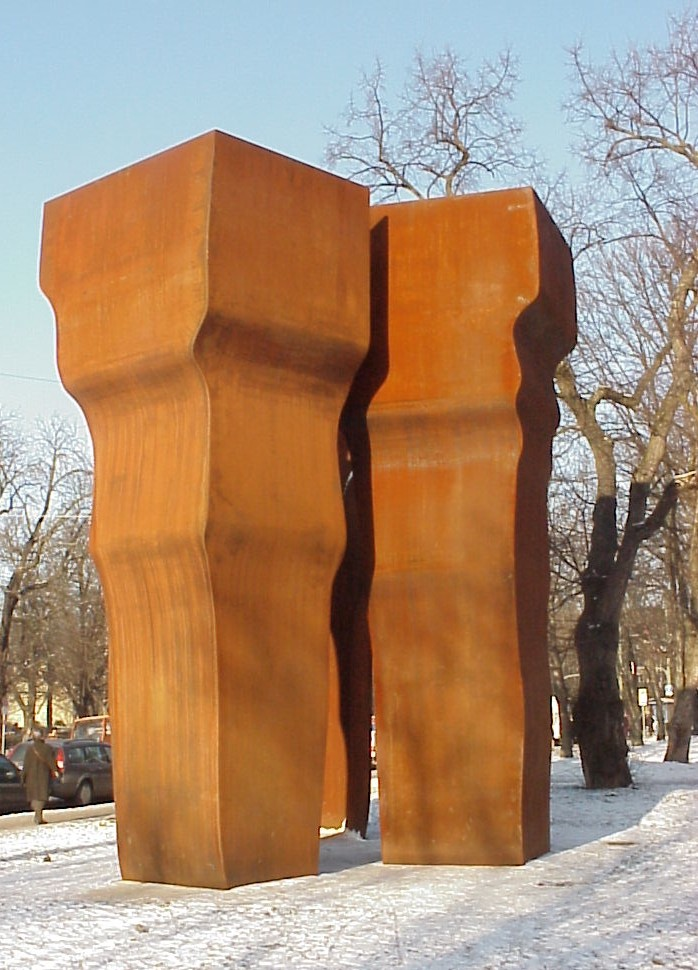
La scultura di Eduardo Chillida Buscando la Luz di fronte alla Pinacoteca dell'Arte Moderna
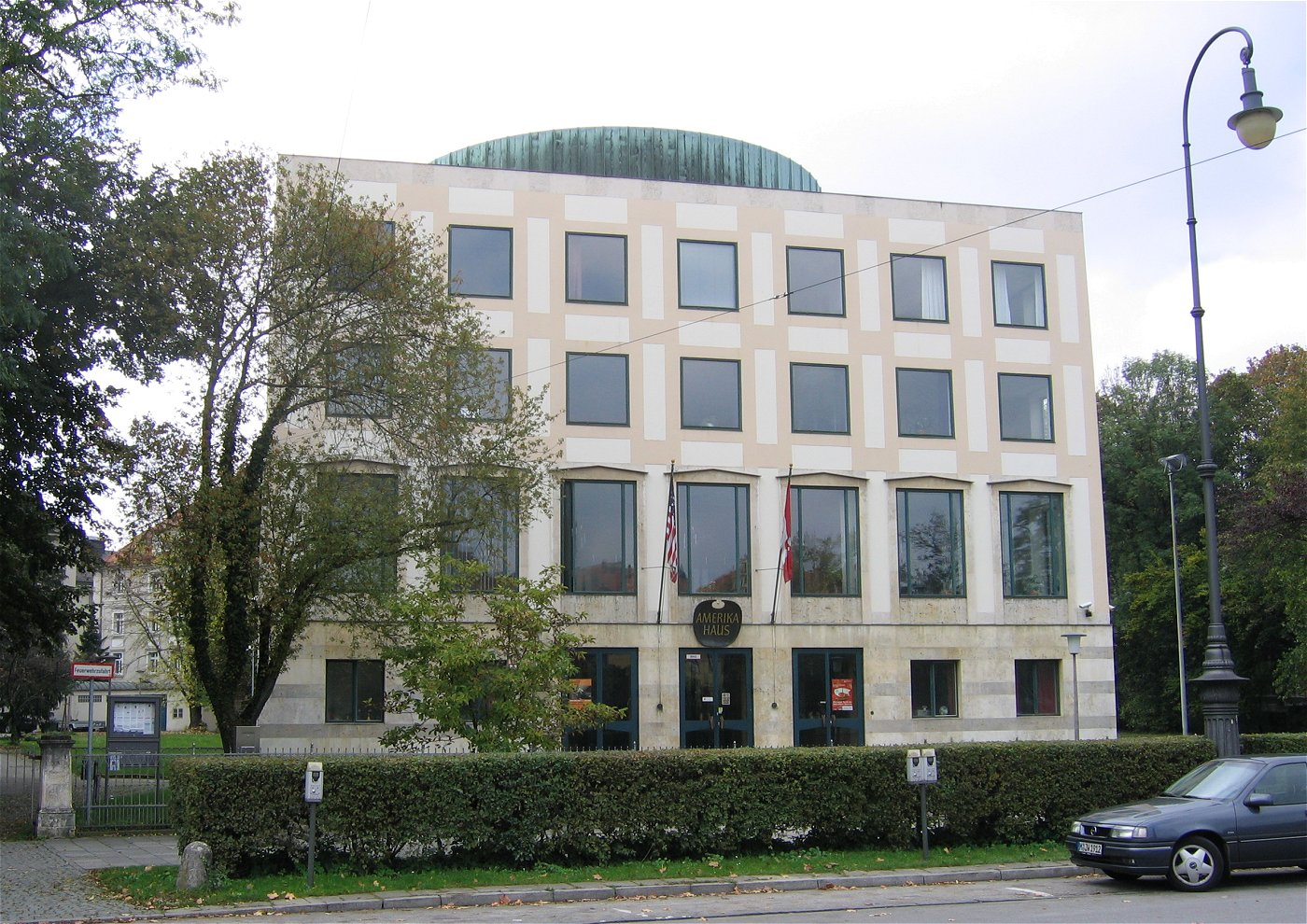
Amerika-Haus
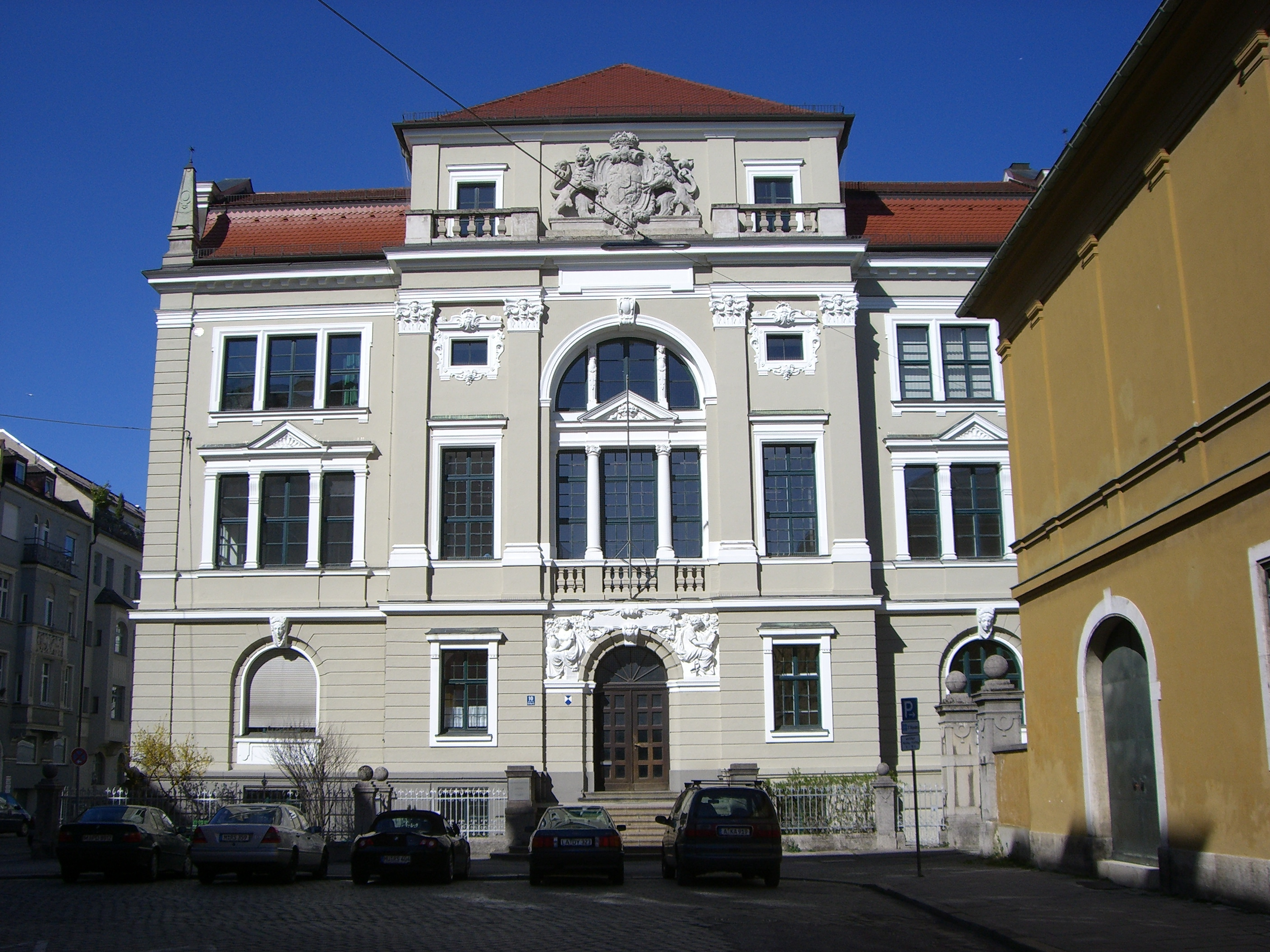
Museo di paleontologia
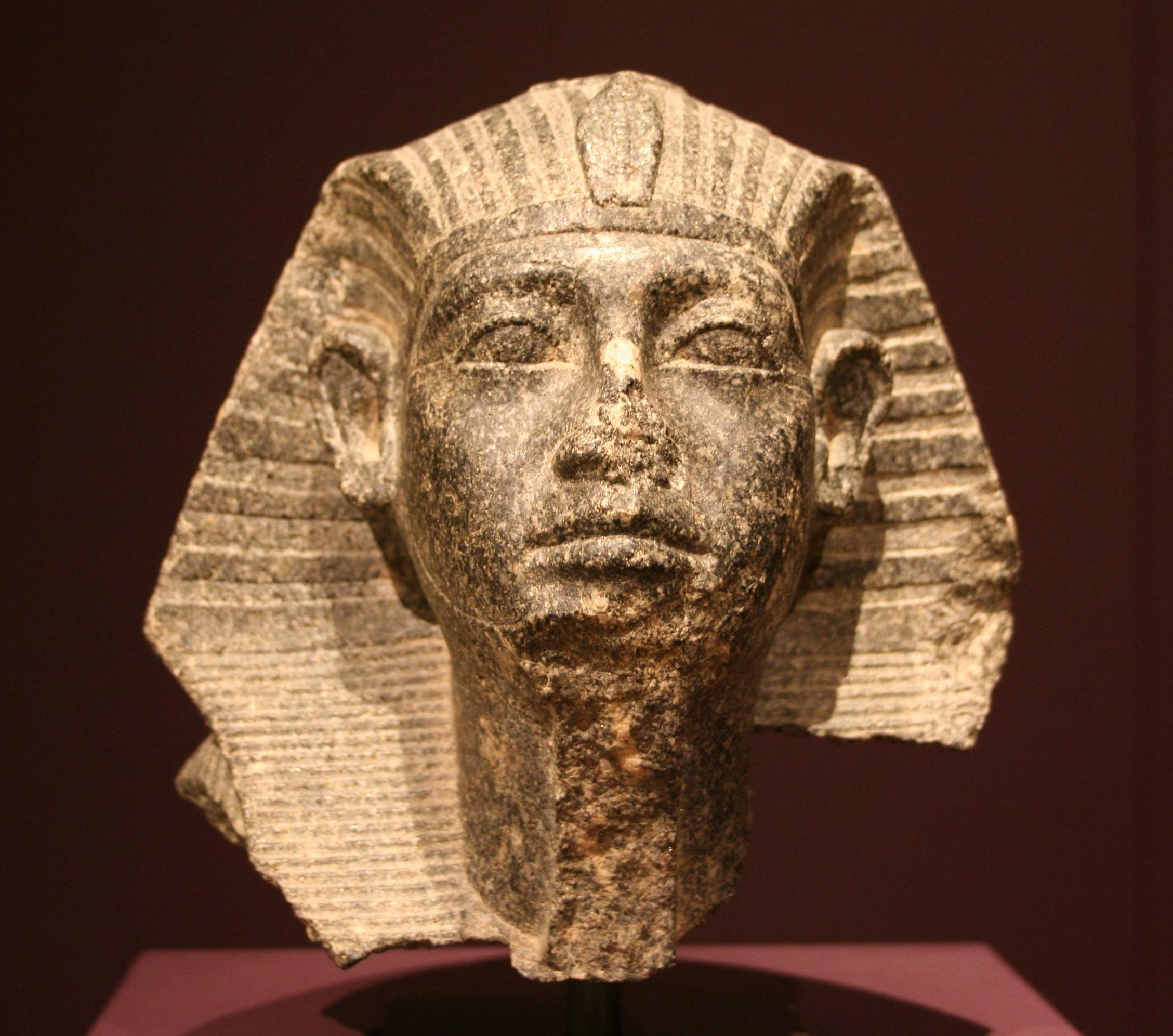
Museo Egizio: Sfinge di Sesostris III